# كنار تنكو (دجغان)
کنار تنکو (بالفارسية: کنارتنکو) هي قرية تقع في إيران في بلدة دزكان. يقدر عدد سكانها بـ 27 نسمة .